# Blockship

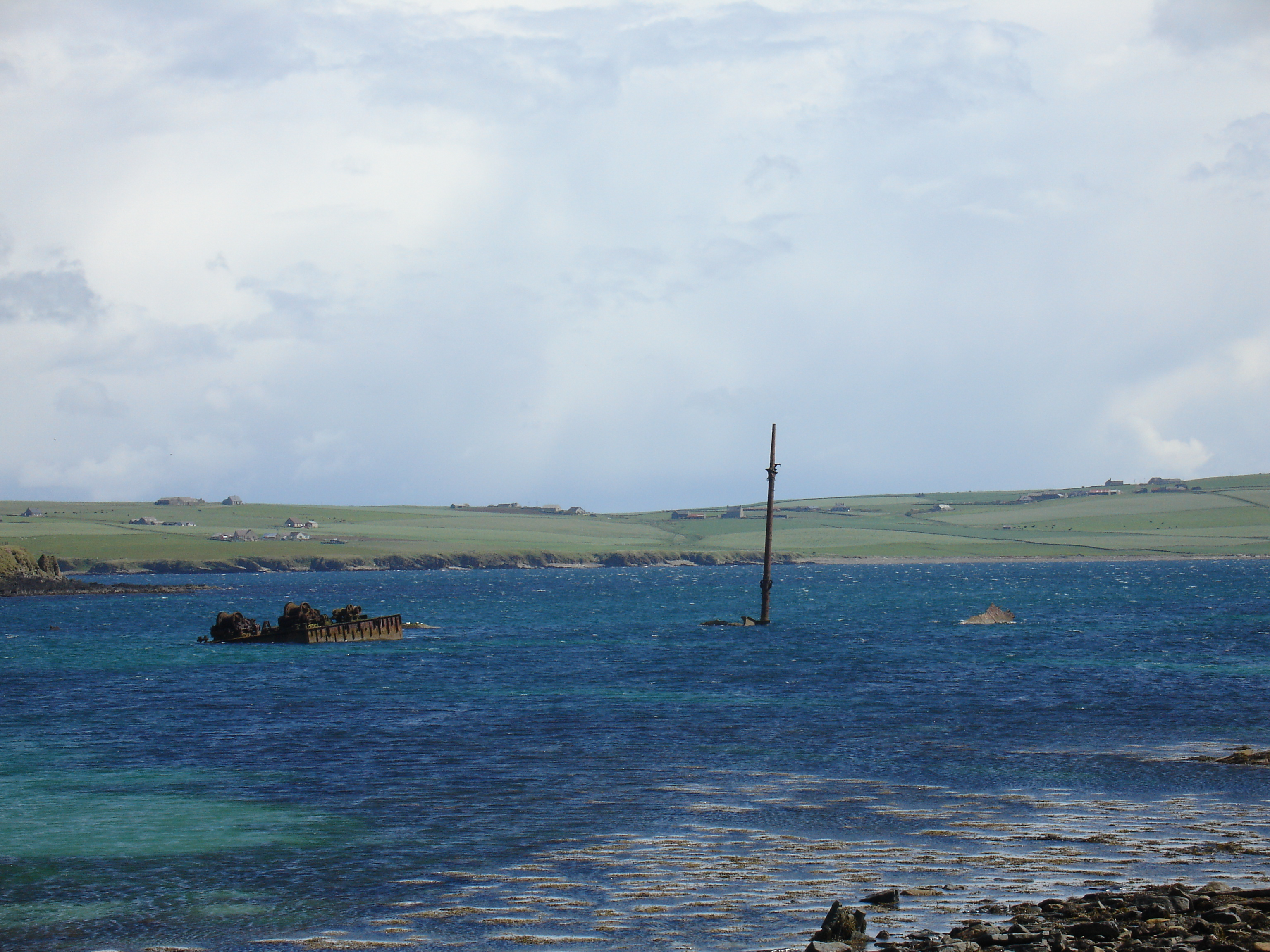
Restes de blockship coulés dans le Skerry Sound, dans les îles Orcades. Ce passage est maintenant complètement barré par la Churchill Barrier no 2.

Un blockship est un navire délibérément coulé pour protéger un port ou un cours d'eau. Ce terme a été grandement utilisé lors de la construction des ports Mulberry lors de la Seconde Guerre mondiale. En français, il peut avoir le sens de « navire de blocage ».

## Description
Il peut être coulé par la marine pour défendre une voie d'accès contre des attaques ennemies, comme le HMS Hood (1891) dans le port de Portland en 1914, ou coulé par les assaillants pour empêcher l'usage du port par les assiégés, comme les trois vieux croiseurs HMS Thetis (1890), HMS Iphigenia (1891) et HMS Intrepid (1891) coulés dans le port de Zeebruges en 1918 pour ralentir la marine allemande. Cette tactique fut également largement utilisée en 1904 (en combinaison avec la pose de champs de mines navales) par la marine japonaise pour bloquer la flotte tsariste dans la rade de Port Arthur en Corée lors de la guerre Russo-Japonaise.
Cette pratique remonte à plusieurs siècles. Lors du raid sur la Medway en 1667 ou lors de la deuxième guerre anglo-néerlandaise, de nombreux navires civils et militaires furent coulés par la Royal Navy dans plusieurs rivières pour limiter l'avancée des navires ennemis. Une utilisation encore plus ancienne s'est déroulée au XIe siècle, les cinq bateaux de Skuldelev furent coulés dans le fjord de Roskilde pour protéger Roskilde. Ces bateaux sont maintenant visibles au musée des navires vikings de Roskilde.
Ce qui précède évoque le sens principal du terme « blockship ». Néanmoins, au milieu du XIXe siècle, ce terme a aussi été utilisé par la Royal Commission on Coast Defence (Commission royale de défense côtière) pour deux groupes de batteries mobiles. Le premier lot de quatre a été obtenu par la conversion de navires de ligne de la classe Vengeur (en) (74 canons, deux ponts), convertis en batteries flottantes. Ces navires étaient les Blenheim (en), Ajax (en), Hogue (en) et Edinburgh (en). Bien que ces navires fussent destinés à la défense côtière, certains d'entre eux ont été utilisés offensivement, notamment dans la campagne de la Baltique de 1854 et 1855, où ils étaient une partie intégrante de la flotte britannique. Un deuxième lot de cinq a été créé en 1855 par conversion d'autres navires de ligne de 74 canons : les Russell (en), Cornwallis, Hawke (en), Pembroke (en) et Hastings (en).